# Bejenčime
Bejenčime (rusky Беенчиме nebo Бяйенчимя, jakutsky Бэйэнчимэ) je řeka v Jakutské republice v Rusku. Je 311 km dlouhá. Povodí má rozlohu 4080 km².

## Průběh toku
Teče po severním okraji Středosibiřské pahorkatiny. Ústí zleva do Oleňoku.

## Vodní stav
Zdrojem vody jsou sněhové a dešťové srážky. Nejvyšších vodních stavů dosahuje v červnu. V létě dochází k povodním.